# 関越交通鎌田営業所
関越交通鎌田営業所（かんえつこうつうかまたえいぎょうしょ）は、関越交通の営業所。
路線バスと、タクシーを運行している。東武バス沼田営業所鎌田出張所の移管を受けて開設された。
現在存在する関越交通の営業所の中では最も小規模な営業所である。所属するバス台数・乗務員人数は一桁台である。

## 所在地
- 群馬県利根郡片品村鎌田4078-7[1]

最寄りバス停は「鎌田」で営業所内に設置されている。最寄りの鉄道駅は隣市の沼田市にある「沼田駅」で営業所と約30 km離れている。
営業所建屋にはバス案内所が設置されている。

## 沿革
- 2019年（令和元年）12月16日 - 鎌田線の4つの停留所名を改称。「鳩待峠バス連絡所→尾瀬戸倉」「戸倉スキー場→スノーパーク尾瀬戸倉」「戸倉→戸倉中」「大原西小→大原上」
- 2020年（令和2年）4月1日 - 路線バスがPASMO・Suicaなどの交通系ICカードに対応。

## 現行路線
片品村、沼田市、みなかみ町で路線バスを運行している。

### 鎌田線
- 上毛高原駅から、後閑駅・沼田駅を経由し、片品村の尾瀬戸倉方面までを結ぶ路線。
- 後閑駅には、バスのターンテーブルがある。
- 尾瀬戸倉は尾瀬国立公園の入口であり、関越交通尾瀬戸倉案内所が設置されている。また、鳩待峠行きのバスに乗り換えできる。
- 夏期と冬季で行き先と経由地が変化する。
- 沼田営業所との共管路線である。

#### 夏期
- 上毛高原駅 - 後閑駅前 - 沼田駅 - 沼田市保健福祉センター前 - （老神温泉） - 吹割の滝 - 尾瀬高校前 - 鎌田 - 尾瀬戸倉 - 大清水
  - 区間便が多い。（上毛高原駅 - 尾瀬戸倉、沼田駅 - 鎌田、沼田駅 - 尾瀬戸倉、沼田 - 大清水 など）
  - 一部便のみ老神温泉を経由する。

#### 冬季
- 上毛高原駅 - 後閑駅前 - 沼田駅 - 沼田市保健福祉センター前 - 吹割の滝 - 尾瀬高校前 - 鎌田 - 尾瀬戸倉 - スノーパーク尾瀬戸倉
  - 区間便が多い。（上毛高原駅 - 尾瀬戸倉、沼田駅 - 鎌田、沼田駅 - 尾瀬戸倉、沼田 - スノーパーク尾瀬戸倉 など）
  - 冬季は老神温泉を経由しない。

### その他
尾瀬地域で登山シーズンにシャトルバスを運行している。

### 大清水 - 一ノ瀬線
環境保全のため自家用車が通行規制されている区間を走る。
低公害車（ディーゼルワゴン車）で運行されている。
尾瀬観光タクシー、老神観光バス、片品観光タクシーと共同運行している。
- 大清水 - 一ノ瀬

### 戸倉 - 鳩待峠線
尾瀬戸倉から鳩待峠駐車場を結ぶ路線。
渋滞防止のため鳩待峠が自家用車通行規制される期間に運行されている。
乗合バスと相乗りタクシーが運行されている。乗合バスは、マイクロバスや小型観光バスで運行されている。
- 尾瀬戸倉 - 鳩待峠

## 過去の路線

### 鎌田 - 富士見下線
鎌田から尾瀬戸倉、スノーパーク尾瀬戸倉を経由し、尾瀬の登山口の一つである富士見下までを結ぶ路線。
鎌田 - スノーパーク尾瀬戸倉は鎌田線と同経路となっており、単独区間はスノーパーク尾瀬戸倉 - 富士見下の一区間2.5 kmのみである。
中型バスまたは小型バスで運行されていた。
2000年に運行開始し、2016年に運行休止となった。
- 鎌田 - 尾瀬戸倉 - スノーパーク尾瀬戸倉 - 富士見下

### 花咲線
鎌田から国道120号を沼田方面へ下り、平川交差点から県道64号線を上り片品村花咲地区までを結ぶ路線。
小型バス（日野・レインボーHR7m車）で運行されていた。
2016年3月で廃止となった。
- 鎌田 - 片品中学校 - 尾瀬高校前 - 武尊口 - 花咲の湯 - 花咲
  - 片品中学校は開校日のみ経由する。

## タクシー
タクシー運行を行っている。
尾瀬のハイカー輸送がメインとなっており、ワゴン車で運行している。

## 車両
路線車は全車大型車である。車種は、いすゞ・キュービック、日野・ブルーリボンHTが在籍する。現在は全車ツーステップ車である。一時期は阪東自動車から移籍した日野・ブルーリボンⅡノンステップが配置されていた。
かつては中型車（いすゞ・ジャーニーK、日野・レインボーRJ 等）や小型車（日野・リエッセ、日野・レインボーHR7m車）も在籍していた。
片品村のスクールバスを受託しており、マイクロバスが在籍する。なお、白ナンバーとなっている。
貸切車としてマイクロバスが在籍する。鳩待峠線で使用される。
タクシーはトヨタ・ハイエースの9人または13人乗りが在籍する。一ノ瀬線や鳩待峠乗合タクシーなど尾瀬の登山客輸送で使用される。